# 北海道道970号蛾眉野原木線
北海道道970号蛾眉野原木線（ほっかいどうどう970ごう がびのはらきせん）は、北海道函館市蛾眉野と原木を結ぶ一般道道（北海道道）である。冬期通行止め区間がある。

## 概要
この路線は大半が未改良の未舗装区間であり、通行には注意を要する。

### 路線データ
- 起点：北海道函館市蛾眉野町（北海道道41号函館恵山線交点）
- 終点：北海道函館市原木町（国道278号交点）
- 総延長：11.827 km
- 実延長：11.800 km
- 重用延長：0.027 km
- 未舗装延長：10.869 km

### 道路管理者
- 渡島総合振興局 函館建設管理部 事業課

## 歴史
- 1979年（昭和54年）4月17日 - 路線認定[1]。

### 冬期交通規制
- 通行止め
  - 函館市蛾眉野町197番地先（蛾眉野ゲート） - 函館市原木町334番1地先（原木ゲート）
区間延長：10.8 km

### 道路施設

#### トンネル
- 原木温泉トンネル（56 m）

#### 主な橋梁
- ふれあい橋（54 m、原木川、函館市原木町）

#### 常設型ゲート
- 蛾眉野ゲート（函館市蛾眉野町197）
- 原木ゲート（函館市原木町334）

## 地理

### 通過する自治体
- 渡島総合振興局
  - 函館市

### 交差する道路
函館市
- 北海道道41号函館恵山線 - 蛾眉野町（起点）
- 国道278号 - 原木町（終点）

### 沿線にある施設など
函館市
- 函館市戸井ウォーターパーク
- ふれあい湯遊館